# Lapin impair et passe
Pour plus de détails, voir Fiche technique et Distribution.
Lapin impair et passe (Barbary Coast Bunny) est un court métrage d'animation de la série américaine Looney Tunes, réalisé par Chuck Jones et sorti le 21 juillet 1956, qui met en scène Bugs Bunny.